# فرودگاه برشا
فرودگاه برشا (به انگلیسی: Brescia Airport) یک فرودگاه همگانی با کد یاتا VBS است که یک باند فرود آسفالت دارد و طول باند آن ۲۹۹۰ متر است. این فرودگاه در برشا کشور ایتالیا قرار دارد و در ارتفاع ۱۰۹ متری از سطح دریا واقع شده‌است.

## شرکت‌های هواپیمایی و مقصدهای پروازی

### مسافری
| شرکت‌های هواپیمایی | مقصدهای پروازی            |
| ----------------- | ------------------------- |
| Windrose Airlines | فصلی: لیو دانیلو هالیتسکی |

### باری
| شرکت‌های هواپیمایی | مقصدهای پروازی                                                                                            |
| ----------------- | --- |
| میسترال ایر       | آنکونا، باری، کگلیاری-الماس، کاتانیا-فونتاناروسا، لامتزیا ترمه، ناپل، پالرمو، لئوناردو دا وینچی-فیومیچینو |